# Blame (Harris/Newman)
Blame is een nummer van de Schotse dj Calvin Harris samen met de Engelse zanger John Newman voor Harris' vierde studioalbum Motion. Het nummer kwam uit op 5 september 2014 en is geschreven door Harris, Newman en James Newman. In de Nederlandse, Schotse en Engelse hitlijsten behaalde het nummer de eerste plaats.
De muziekvideo werd uitgebracht op 12 september 2014 en is geregisseerd door Emil Nava.

## Tracklijst
| Nr. | Titel                   | Duur  |
| --- | ----------------------- | ----- |
| 1.  | Blame (met John Newman) | 03:31 |

| Nr. | Titel                   | Duur  |
| --- | ----------------------- | ----- |
| 1.  | Blame (met John Newman) | 03:32 |
| 2.  | C.U.B.A.                | 04:29 |

## Hitnoteringen

### Nederlandse Top 40
| Hitnotering: 20-09-2014 t/m 07-03-2015 | Hitnotering: 20-09-2014 t/m 07-03-2015 | Hitnotering: 20-09-2014 t/m 07-03-2015 | Hitnotering: 20-09-2014 t/m 07-03-2015 | Hitnotering: 20-09-2014 t/m 07-03-2015 | Hitnotering: 20-09-2014 t/m 07-03-2015 | Hitnotering: 20-09-2014 t/m 07-03-2015 | Hitnotering: 20-09-2014 t/m 07-03-2015 | Hitnotering: 20-09-2014 t/m 07-03-2015 | Hitnotering: 20-09-2014 t/m 07-03-2015 | Hitnotering: 20-09-2014 t/m 07-03-2015 | Hitnotering: 20-09-2014 t/m 07-03-2015 | Hitnotering: 20-09-2014 t/m 07-03-2015 | Hitnotering: 20-09-2014 t/m 07-03-2015 |
| Week:                                  | 1                                      | 2                                      | 3                                      | 4                                      | 5                                      | 6                                      | 7                                      | 8                                      | 9                                      | 10                                     | 11                                     | 12                                     | 13                                     |
| -------------------------------------- | -------------------------------------- | -------------------------------------- | -------------------------------------- | -------------------------------------- | -------------------------------------- | -------------------------------------- | -------------------------------------- | -------------------------------------- | -------------------------------------- | -------------------------------------- | -------------------------------------- | -------------------------------------- | -------------------------------------- |
| Positie:                               | 8                                      | 2                                      | 1                                      | 1                                      | 2                                      | 2                                      | 2                                      | 2                                      | 2                                      | 3                                      | 4                                      | 5                                      | 5                                      |
| Week:                                  | 14                                     | 15                                     | 16                                     | 17                                     | 18                                     | 19                                     | 20                                     | 21                                     | 22                                     | 23                                     | 24                                     |                                        |                                        |
| Positie:                               | 6                                      | 10                                     | 10                                     | 15                                     | 16                                     | 16                                     | 20                                     | 22                                     | 24                                     | 35                                     | 40                                     | uit                                    |                                        |

### NederlandseSingle Top 100
| Hitnotering: 13-09-2014 t/m 02-05-2015 | Hitnotering: 13-09-2014 t/m 02-05-2015 | Hitnotering: 13-09-2014 t/m 02-05-2015 | Hitnotering: 13-09-2014 t/m 02-05-2015 | Hitnotering: 13-09-2014 t/m 02-05-2015 | Hitnotering: 13-09-2014 t/m 02-05-2015 | Hitnotering: 13-09-2014 t/m 02-05-2015 | Hitnotering: 13-09-2014 t/m 02-05-2015 | Hitnotering: 13-09-2014 t/m 02-05-2015 | Hitnotering: 13-09-2014 t/m 02-05-2015 | Hitnotering: 13-09-2014 t/m 02-05-2015 | Hitnotering: 13-09-2014 t/m 02-05-2015 | Hitnotering: 13-09-2014 t/m 02-05-2015 | Hitnotering: 13-09-2014 t/m 02-05-2015 | Hitnotering: 13-09-2014 t/m 02-05-2015 | Hitnotering: 13-09-2014 t/m 02-05-2015 | Hitnotering: 13-09-2014 t/m 02-05-2015 | Hitnotering: 13-09-2014 t/m 02-05-2015 | Hitnotering: 13-09-2014 t/m 02-05-2015 |
| Week:                                  | 1                                      | 2                                      | 3                                      | 4                                      | 5                                      | 6                                      | 7                                      | 8                                      | 9                                      | 10                                     | 11                                     | 12                                     | 13                                     | 14                                     | 15                                     | 16                                     | 17                                     | 18                                     |
| -------------------------------------- | -------------------------------------- | -------------------------------------- | -------------------------------------- | -------------------------------------- | -------------------------------------- | -------------------------------------- | -------------------------------------- | -------------------------------------- | -------------------------------------- | -------------------------------------- | -------------------------------------- | -------------------------------------- | -------------------------------------- | -------------------------------------- | -------------------------------------- | -------------------------------------- | -------------------------------------- | -------------------------------------- |
| Positie:                               | 31                                     | 5                                      | 4                                      | 3                                      | 5                                      | 4                                      | 4                                      | 4                                      | 5                                      | 7                                      | 8                                      | 11                                     | 12                                     | 14                                     | 20                                     | 22                                     | 16                                     | 19                                     |
| Week:                                  | 19                                     | 20                                     | 21                                     | 22                                     | 23                                     | 24                                     | 25                                     | 26                                     | 27                                     | 28                                     | 29                                     | 30                                     | 31                                     | 32                                     | 33                                     | 34                                     |                                        |                                        |
| Positie:                               | 23                                     | 28                                     | 27                                     | 29                                     | 40                                     | 43                                     | 43                                     | 47                                     | 51                                     | 57                                     | 74                                     | 72                                     | 72                                     | 87                                     | 89                                     | 96                                     | uit                                    |                                        |

## Releasedata
| Land                | Releasedatum     | Formaat        | Label |
| ------------------- | ---------------- | -------------- | ----- |
| Australië           | 7 september 2014 | muziekdownload | Sony  |
| Frankrijk           | 7 september 2014 | muziekdownload | Sony  |
| Nieuw-Zeeland       | 7 september 2014 | muziekdownload | Sony  |
| Duitsland           | 7 september 2014 | muziekdownload | Sony  |
| Ierland             | 7 september 2014 | muziekdownload | Sony  |
| Verenigd Koninkrijk | 7 september 2014 | muziekdownload | Sony  |
| Verenigde Staten    | 7 september 2014 | muziekdownload | Sony  |
| Duitsland           | 3 oktober 2014   | cd-single      | Sony  |